# Luchenza
Luchenza est une ville du district de Thyolo au Sud du Malawi.
Sa population était de 15 501 habitants en 2010.

## Démographie
| Année | Population |
| ----- | ---------- |
| 1987  | 4 728      |
| 1998  | 8 825      |
| 2008  | 15 501     |